# Triết học Hồi giáo
Triết học Hồi giáo là một phần trong nền giáo dục Hồi giáo, là một thành quả lâu dài tạo sự hòa hợp giữa triết học (lý trí) và nền giáo dục tôn giáo của đạo Hồi (niềm tin).